# Wet Leg
Wet Leg est un groupe britannique de rock indépendant originaire de l'Île de Wight formé en 2018 par les musiciennes Rhian Teasdale et Hester Chambers. Il se fait connaître en 2021 avec le titre Chaise Longue devenu un succès viral. En 2022, le groupe sort son premier album, Wet Leg, qui est un succès critique et commercial. 
En 2023, Wet Leg remporte deux Grammy Awards (meilleur album de musique alternative et meilleure prestation de musique indépendante) et deux Brit Awards (meilleur nouvel artiste et meilleur groupe britannique).
Le deuxième album, Moisturizer, est attendu pour le 11 juillet 2025. Wet Leg compte maintenant cinq membres avec l'intégration du bassiste Ellis Durand, du batteur Henry Holmes et du guitariste et claviériste Joshua Mobaraki.
Le groupe se caractérise par l'emploi de l'humour et du second degré dans ses chansons et ses clips vidéos.

## Histoire du groupe

### Formation
Rhian Teasdale et Hester Chambers se sont rencontrées à l'université de l'Île de Wight ou elles suivaient un cursus de musique. Après les études, et pendant dix ans, elles vont jouer ensemble ou séparément dans des projets musicaux locaux (avec le collectif Plastic Mermaids, en solo sous le nom de RHAIN pour Rhian Teasdale,) tout en exerçant une activité professionnelle (Hester Chambers travaille dans la boutique de bijoux de ses parents tandis que Rhian Teasdale expérimente plusieurs métiers : vendeuse de glaces, employée dans une patinoire et assistante costumière). L'idée de former ensemble un groupe de rock leur vient après avoir assisté à un concert du groupe Idles pendant le festival End of the Road dans le Wiltshire en 2018,. Wet Leg voit ainsi le jour, avec Rhian Teasdale au chant et à la guitare et Hester Chambers à la guitare principale et aux chœurs. Elles trouvent le nom du groupe via un jeu numérique sur téléphone associant des émoticônes : des gouttes d'eau et une jambe ont ainsi donné wet leg (jambe mouillée),. Ce nom convenait car, expliquent-elles, c'est aussi la façon dont les insulaires appellent les personnes extérieures à l'île de Wight.

### Premiers concerts et succès fulgurant
C'est au Festival de l'ile de Wight, en juin 2019, que le groupe donne son premier concert sur une petite scène dédiée aux espoirs locaux. Pour les concerts, le duo s'entoure d'autres musiciens. Il est actuellement accompagné de Joshua Omead Mobaraki à la guitare et aux claviers, Ellis Durand à la basse et Henry Holmes à la batterie. Par la suite Wet Leg signe un contrat avec Domino Records après l'envoi de démos. Pendant le confinement lié à la pandémie de Covid-19, le duo réalise lui-même le clip de la chanson Chaise Longue, filmé à l'extérieur de la maison de la mère de Hester Chambers. Le single qui sort en juin 2021 est remarqué par les médias et devient un succès viral,. Le groupe peut se rendre compte de la popularité inattendue de la chanson lors des festivals auxquels il participe en été, notamment le Latitude Festival à Southwold où le public reprend les paroles qu'il connaît par cœur,. Selon l'Official Charts Company, le single totalise au Royaume-Uni en avril 2022 plus de 56 000 ventes et 5 600 000 écoutes en streaming.
Le deuxième single, Wet Dream, sort en septembre 2021 et connaît lui aussi le succès auprès du public et de la critique,.
Fin novembre 2021, le groupe sort le double single Too Late Now / Oh No et annonce la sortie de son premier album pour le mois d'avril 2022 tandis que les concerts dans différents pays se multiplient,,.
Wet Leg obtient cinq nominations aux NME Awards 2022 (Meilleure révélation britannique, meilleure révélation dans le monde, meilleure chanson d'un artiste britannique, meilleur chanson au monde et meilleure vidéo, ces trois dernières pour Chaise Longue). Après avoir dévoilé les titres Angelica le 28 février 2022, puis Ur Mum le 4 avril 2022, le duo sort l'album simplement intitulé Wet Leg quatre jours plus tard. Acclamé par la critique, il entre directement à la première place du classement des ventes britannique,. Il est également numéro 1 en Australie et se classe dans le top 10 de plusieurs pays,. Aux États-Unis, il entre à la 14e place du Billboard 200. L'album est nommé en juillet pour le Mercury Prize qui récompense le meilleur album britannique ou irlandais de l'année. En novembre 2022, Wet Leg sort une version en français de leur succès Chaise Longue.
Le 27 janvier 2023, l'album est certifié disque d'or au Royaume-Uni pour 100 000 exemplaires vendus. Lors de la 65e cérémonie des Grammy Awards, le 5 février 2023, le groupe remporte les prix du meilleur album de musique alternative et de la meilleure prestation de musique alternative (pour la chanson Chaise Longue), il est également nommé dans la catégorie meilleur nouvel artiste,. Six jours plus tard, le 11 février 2023, il est sacré groupe britannique de l'année et meilleur nouvel artiste pendant la 43e cérémonie des Brit Awards où il est aussi nommé dans les catégories meilleur artiste rock/alternatif et meilleur album britannique. À partir du 20 février 2023, Wet Leg assure la première partie de plusieurs concerts de la tournée mondiale du chanteur Harry Styles, en Australie, en Nouvelle-Zélande et en Europe dont deux dates prévues en France en juin au Stade de France,.
Le groupe dévoile en juillet 2023 le remix qu'il a réalisé du titre Wagging Tongue de Depeche Mode, qui est récompensé par le prix du meilleur remix lors la 66e cérémonie des Grammy Awards le 4 février 2024,.

## Sortie du deuxième album
Le 24 mars 2025, le groupe donne un concert secret à Brighton sous le nom de Uma Thurman, jouant plusieurs chansons inédites.Huit jours plus tard, le 1er avril 2025, il sort sous son nom le single, Catch These Fists, annonciateur du second album, Moisturizer, décrit comme « résolument plus audacieux, puissant et insolent », et attendu pour le 11 juillet 2025. Wet Leg est désormais présenté comme un quintet avec l'intégration comme membres à part entière des musiciens Ellis Durand, Henry Holmes et Joshua Mobaraki,. Fin mai 2025 sort un second extrait, CPR, accompagné d'un clip réalisé par le groupe. Un troisième single arrive le 24 juin. Son titre, Davina McCall, se réfère à l'ancienne présentatrice de l'émission télévisée de télé réalité Big Brother dans sa version britannique. Il est illustré par un clip réalisé en stop motion par Chris Hopewell (en).  

## Style musical et influences
Le style musical de Wet Leg a été qualifié par les médias de post-punk, indie-rock et indie pop,,. Rhian Teasdale et Hester Chambers ne citent pas d'artistes en particulier comme influence, et disent avoir monté le groupe pour s'amuser. L'humour et le second degré (ou Tongue-in-cheek en anglais) occupent une place importante dans leurs chansons ainsi que dans les clips vidéos qu'elles réalisent elles-mêmes pour la plupart,.

## Discographie

### Albums studio
- 2022 : Wet Leg
- 2025 : Moisturizer

### Singles
- 2021 : Chaise Longue
- 2021 : Wet Dream
- 2021 : Too Late Now / Oh No
- 2022 : Angelica
- 2022 : Ur Mum
- 2025 : Catch These Fists
- 2025 : CPR
- 2025 : Davina McCall

## Distinctions
| Année | Organisation                 | Travail nommé                                 | Titre                                                | Résultat   | Réf.   |
| ----- | ---------------------------- | --------------------------------------------- | ---------------------------------------------------- | ---------- | ------ |
| 2022  | NME Awards                   | Wet Leg                                       | Meilleure révélation britannique                     | Nomination | [ 19 ] |
| 2022  | NME Awards                   | Wet Leg                                       | Meilleure révélation dans le monde                   | Nomination | [ 19 ] |
| 2022  | NME Awards                   | Chaise Longue                                 | Meilleure chanson d'un artiste britannique           | Nomination | [ 19 ] |
| 2022  | NME Awards                   | Chaise Longue                                 | Meilleure chanson au monde                           | Nomination | [ 19 ] |
| 2022  | NME Awards                   | Chaise Longue                                 | Meilleure vidéo                                      | Nomination | [ 19 ] |
| 2022  | Libera Awards                | Chaise Longue                                 | Meilleur nouvel artiste/meilleure nouvelle sortie    | Lauréat    | [ 49 ] |
| 2022  | Libera Awards                | Chaise Longue                                 | Clip de l'année                                      | Lauréat    | [ 49 ] |
| 2022  | Libera Awards                | Chaise Longue dans l'épisode 5 de Gossip Girl | Meilleure synchronisation                            | Nomination | [ 49 ] |
| 2022  | AIM Independent Music Awards | Wet Leg                                       | Révélation britannique de l'année                    | Lauréat    | [ 50 ] |
| 2022  | AIM Independent Music Awards | Wet Leg                                       | PPL Award du Nouvel artiste indépendant le plus joué | Nomination | [ 50 ] |
| 2022  | AIM Independent Music Awards | Chaise Longue                                 | Meilleure chanson indépendante                       | Nomination | [ 50 ] |
| 2022  | MTV Video Music Awards       | Chaise Longue                                 | Meilleure performance de l'année                     | Nomination | [ 51 ] |
| 2022  | Mercury Prize                | Wet Leg                                       | Album de l'année                                     | Nomination | [ 52 ] |
| 2022  | UK Music Video Awards        | Ur Mom                                        | Meilleure clip rock - Newcomer                       | Nomination | [ 53 ] |
| 2022  | UK Music Video Awards        | Wet Dream                                     | Meilleure clip rock - Newcomer                       | Nomination | [ 53 ] |
| 2022  | MTV Europe Music Awards      | Wet Leg                                       | Best Push (Meilleure révélation)                     | Nomination | [ 54 ] |
| 2023  | Grammy Awards                | Chaise Longue                                 | Meilleure prestation de musique indépendante         | Lauréat    | [ 55 ] |
| 2023  | Grammy Awards                | Wet Leg                                       | Meilleur nouvel artiste                              | Nomination | [ 55 ] |
| 2023  | Grammy Awards                | Wet Leg                                       | Meilleur album de musique alternative                | Lauréat    | [ 55 ] |
| 2023  | Brit Awards                  | Wet Leg                                       | Meilleur album britannique                           | Nomination | [ 56 ] |
| 2023  | Brit Awards                  | Wet Leg                                       | Meilleur nouvel artiste                              | Lauréat    | [ 56 ] |
| 2023  | Brit Awards                  | Wet Leg                                       | Meilleur groupe britannique                          | Lauréat    | [ 56 ] |
| 2023  | Brit Awards                  | Wet Leg                                       | Meilleur artiste rock/alternatif                     | Nomination | [ 56 ] |
| 2023  | Ivor Novello Awards          | Rhian Teasdale et Hester Chambers             | Auteur-compositeur de l'année                        | Lauréat    | ,      |
| 2024  | Grammy Awards                | Wagging Tongue (Wet Leg Remix)                | Meilleur remix                                       | Lauréat    | ,      |